# Placówka Straży Celnej „Siwa Polana”

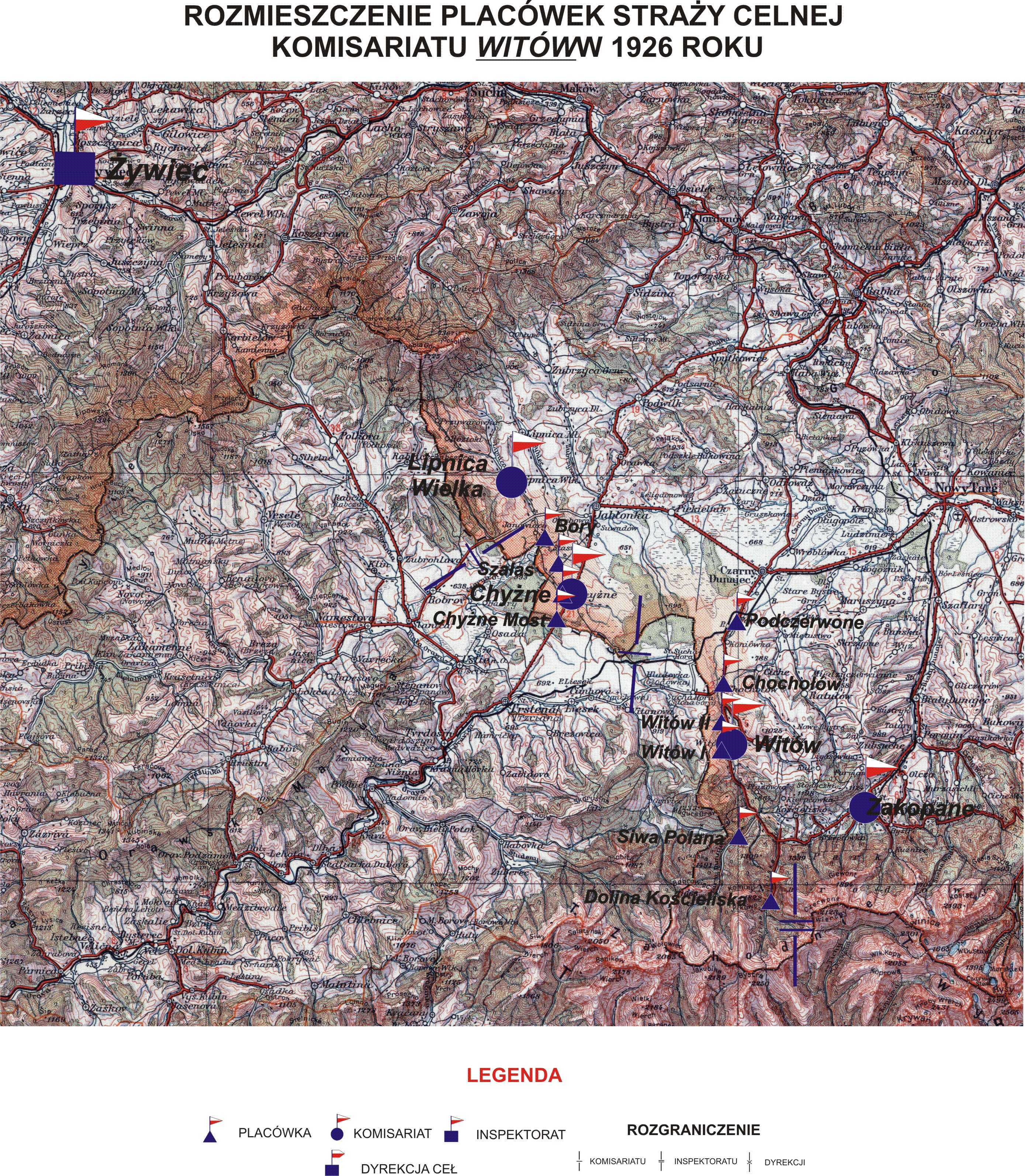
Rozmieszczenie placówek SC Witów w 1926 r.

Placówka Straży Celnej „Siwa Polana” – jednostka organizacyjna Straży Celnej pełniąca w okresie międzywojennym służbę ochronną na granicy polsko-czechosłowackiej.

## Formowanie i zmiany organizacyjne
Na wniosek Ministerstwa Skarbu, uchwałą z 10 marca 1920 roku, powołano do życia Straż Celną. Od połowy 1921 roku jednostki Straży Celnej rozpoczęły przejmowanie odcinków granicy od pododdziałów Batalionów Celnych. Proces tworzenia Straży Celnej trwał do końca 1922 roku. Placówka Straży Celnej „Siwa Polana” weszła w podporządkowanie komisariatu Straży Celnej „Witów” z Inspektoratu SC „Żywiec”.
W drugiej połowie 1927 roku przystąpiono do gruntownej reorganizacji Straży Celnej. W praktyce skutkowało to rozwiązaniem tej formacji granicznej. Ochronę północnej, zachodniej i południowej granicy państwa przejęła powołana z dniem 2 kwietnia 1928 roku Straż Graniczna.

## Funkcjonariusze placówki
Kierownicy placówki
| stopień    | imię i nazwisko, numer  | okres pełnienia służby | kolejne stanowisko |
| ---------- | ----------------------- | ---------------------- | ------------------ |
| przodownik | Adam Romankiewicz (151) | był w 1926             |                    |

Obsada personalna placówki w 1926:
- przodownik Adam Romankiewicz (151)
- starszy strażnik Wincenty Stawiszyński (369)
- strażnik Franciszek Bober (1324)
- strażnik Stanisław Szczur (1920)
- strażnik Emil Pałczyński (2091)
- strażnik Piotr Roszyk (1557)
- strażnik Feliks Falak (1305)
- Franciszek Wiącek (1852)